# 10 листопада
10 листопада — 314-й день року (315-й у високосні роки) в григоріанському календарі. До кінця року залишається 51 день.

## Свята і пам'ятні дні

### Міжнародні
- ООН: Всесвітній день науки[1]
- Всесвітній день молоді
- Міжнародний день бухгалтера

### Національні
- Панама: день першого проголошення незалежності країни від Іспанії.
- Бразилія: Національний день пшениці.
- Аргентина: День традицій.
- Туреччина: День пам'яті Ататюрка.
- США: День народження морської піхоти.
- Індонезія: День героїв.
- Данія: День Санкт-Мортена. (Mortensaften)
- Азербайджан: День перемоги.[2]

### Релігійні
Православна церква:
- Апостолів від 70-х: Ераста, Олімпа, Родіона, Сосипатра, Куарта (Кварта) і Тертія.
- Мученика Ореста, лікаря.
- Священномученика Милія, єпископа Персидського, і двох учнів його.
- Преподобного Феостирикта, що в Символах.
- Мученика Константина, князя Грузинського.
- Колесування великомученика Георгія.

 Католицька церква: день пам'яті святого Льва I

## Іменини
✙ Православні: Орест, Костянтин, Георгій.
✝  Католицькі: Андрій, Аніан, Дмитро, Флоренція, Юстин, Леон, Людомир, Монітор, Німфа, Проб, Стефан.

## Події
- 1663 — укладено Батуринські статті.
- 1723 — за наказом імператора Петра І в Санкт-Петербурзі заарештовано Павла Полуботка, чернігівського полковника, наказного гетьмана Лівобережної України (1722–1724). Його було ув'язнено в Петропавлівській фортеці, де він і помер.
- 1764 — Катерина ІІ скасувала гетьманство, передавши всю повноту влади в Гетьманщині президенту Малоросійської колегії Петру Рум'янцеву.
- 1770 — Вольтер заявив: «Якби бога не було, його варто було б винайти».
- 1926 — у Берліні відкрито Український науковий інститут.
- 1928 — у Києві відкрито будинок-музей Тараса Шевченка.
- 1948 — Вийшов Указ Президії ВР РРФСР «О выделении города Севастополя в самостоятельный административно-хозяйственный центр». Згодом в поточних документах СРСР Севастополь (разом з Кримською областю) став частиною УРСР, зокрема вся його адміністративна, господарча та партійна ланка підпорядковувалася Сімферополю та Києву.
- 1989 — у Львові відбулись установчі збори Товариства «Надсяння», яке репрезентує українців депортованих з українських етнічних територій, котрі після Другої світової війни було «передано» Польщі.
- 1970 — Запущено космічну станцію «Луна-17», котра через тиждень здійснила посадку на Місяць і доставила перший радянський самохідний пристрій «Луноход-1».
- 1975 — Генеральна Асамблея ООН прирівняла сіонізм до расизму (це рішення було відкликано 16 грудня 1991 року).
- 1992 — Російські війська ввійшли в Інгушетію.
- 1993 — Групою сектантів «Білого братства», очолюваного Мариною Цвигун (Марія Деві Христос) та Юрієм Кривоноговим (Іоанн Свамі), було проголошено «кінець світу» та захоплено київський Софійський собор з метою масового самознищення. Міліція затримала сектантів, що поклало край діяльності «Білого братства» та викликало низку самогубств прихильників секти в Україні та країнах СНД.
- 1993 — в Україні заборонено всі воєнізовані недержавні організації.
- 1994 — Ірак визнав незалежність Кувейту.
- 2004 — Центрвиборчком України оголосив остаточні результати першого туру виборів Президента України: Віктор Ющенко набрав 11 125 395 голосів (39,87 %), Віктор Янукович — 10 969 579 голосів (39,32 %). Другий тур голосувань призначено на 21 листопада 2004.
- 2004 — вийшов Firefox 1.0.
- 2007 — прем'єра в Україні серії «Spanish Fry» мультсеріалу «Футурама».
- 2009 — запущено перший гідроагрегат Дністровської ГАЕС (він видав перший струм в Об'єднану енергосистему України).
- 2022 — 131-й окремий розвідувальний батальйон Збройних сил України звільнив місто Снігурівку від російських окупантів.

## Народились
Дивись також Категорія:Народились 10 листопада
- 1433 — Карл I Сміливий, герцог Бургундії. Представник бургундської лінії Валуа. Син Філіпа III Доброго.
- 1483 — Мартін Лютер, християнський богослов, реформатор церкви.
- 1668 — Франсуа Куперен, французький композитор.
- 1697 — Вільям Гоґарт, британський художник доби англійського рококо і просвітництва.
- 1728 — Олівер Ґолдсміт, відомий ірландський англомовний есеїст, поет, прозаїк, драматург.
- 1759 
  - Фрідріх Шиллер, німецький поет і драматург († 1805).
  - Григорій Розумовський, український геолог, мінеролог, біолог († 1837).
- 1846 — Мартін Вегеліус, фінський композитор, диригент, педагог і музично-громадський діяч.
- 1859 — Теофіль-Олександр Стейнлен, французький і швейцарський художник, графік та ілюстратор, який працював як в реалістичному стилі, так і в стилі модерн.
- 1886 — Олександр Бутаков, підполковник Армії УНР.
- 1902 — Дік Кет (нідерл. Dick Ket), нідерландський художник, один з представників течії магічного реалізму в Нідерландах.
- 1903 — Терентій Масенко, український поет-лірик († 1970).
- 1913 — Геннадій Брежньов, український поет († 1953).
- 1919 — Майкл Стренк, американський військовик українського походження, сержант Корпусу морської піхоти США, один з військовослужбовців, що були зафіксовані на відомій фотографії «Підняття прапора на Іодзіма» Джо Розенталя.
- 1920 — Рут Маєр, австрійка єврейського походження, яка вела щоденники про життя під час Голокосту в Австрії та Норвегії († 1942).
- 1925 
  - Річард Бертон, британський актор театру і кіно († 1984).
  - Олександр Болехівський, український поет, публіцист і лікар († 2011).
- 1928 — Енніо Морріконе, італійський композитор.
- 1947 — Грег Лейк, англійський басист, гітарист, вокаліст, автор пісень, продюсер та один з засновників гуртів King Crimson та Emerson, Lake & Palmer.
- 1989 — К'єлд Нойс, нідерландський ковзаняр, дворазовий олімпійський чемпіон, дворазовий чемпіон світу, багаторазовий призер чемпіонатів світу.
- 1994 — Зої Дойч, американська акторка.
- 1997 — Юрій Вакулко, український футболіст.
- 2000 — Маккензі Фой, американська акторка.

## Померли

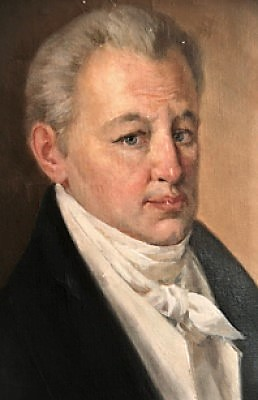
Іван Котляревський

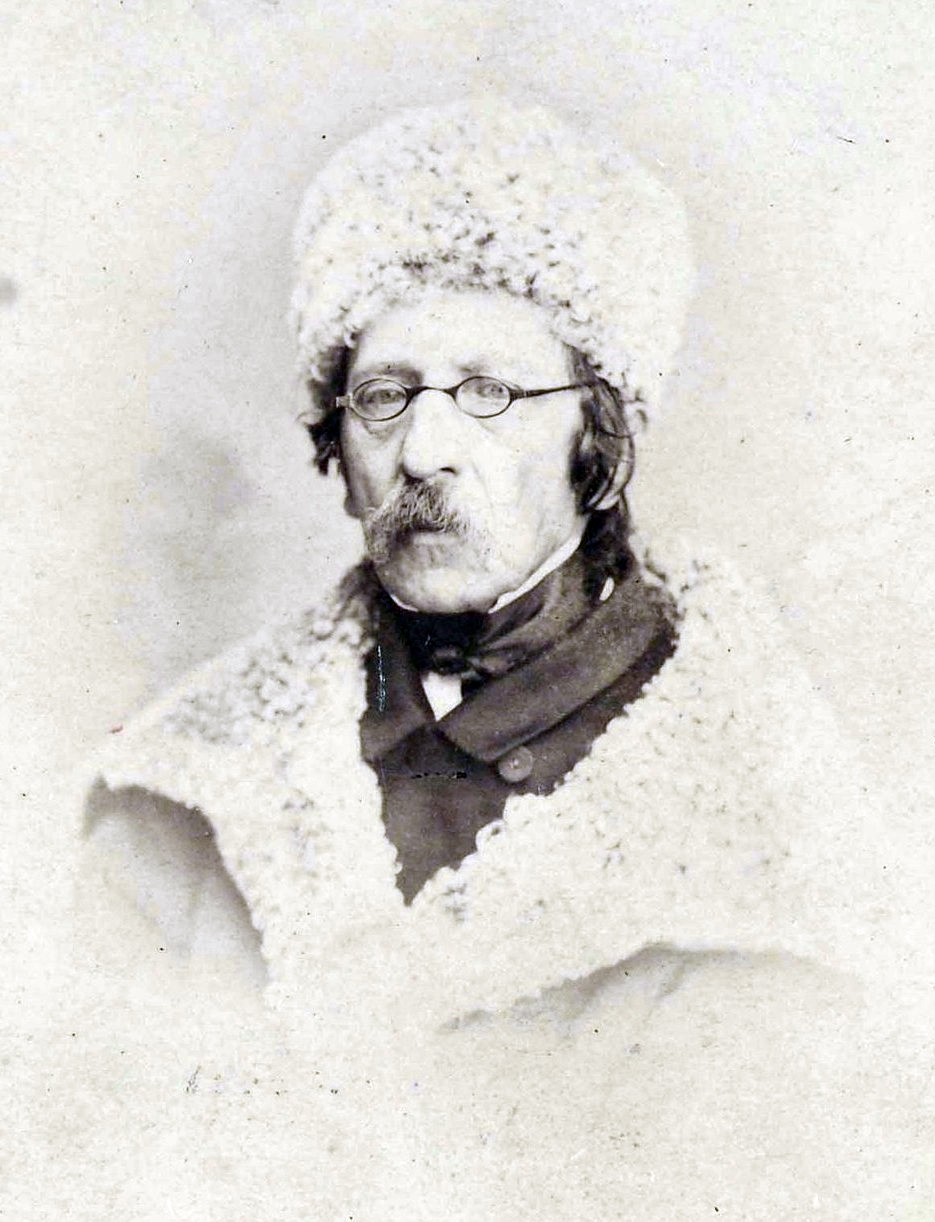
Михайло Максимович

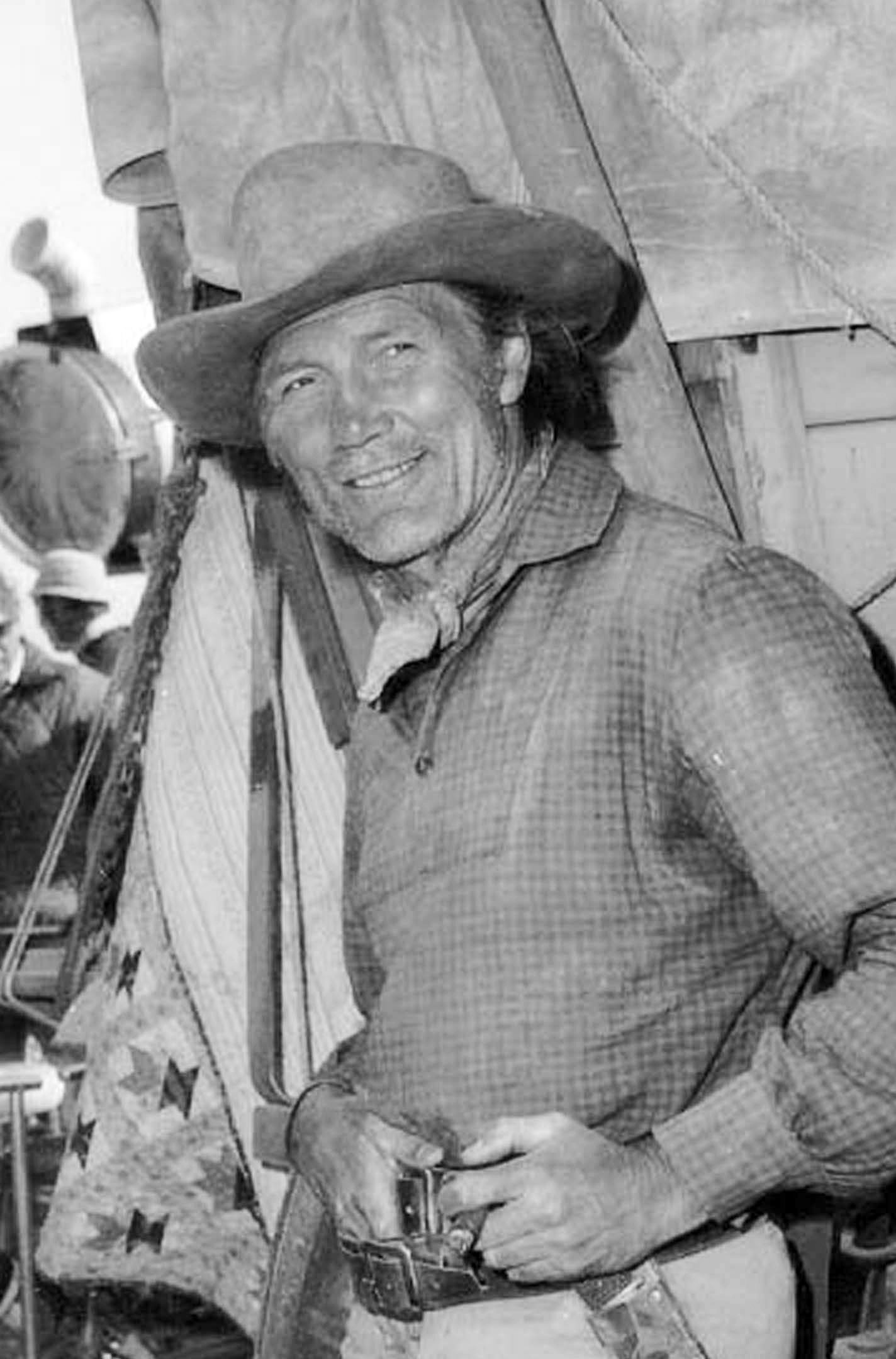
Джек Паланс

Дивись також Категорія:Померли 10 листопада
- 1838 — Іван Котляревський, український письменник, драматург, військовик, засновник нової української літератури.
- 1873 — Михайло Максимович, український історик, філолог, етнограф, ботанік, поет, перший ректор Київського університету
- 1891 — Артюр Рембо, французький поет-символіст, лірик.
- 1893 — Леонід Глібов український байкар.
- 1911 — Фелікс Зім, французький пейзажист, представник «барбізонської школи».
- 1937 — Лев Шубников, український фізик в галузі фізики низьких температур, відкрив у співавторстві з Вандером де Гаазом осциляції магнетоопору при низьких температурах (Осциляції Шубнікова — де Гааза); працював в УРСР та в Нідерландах.
- 1938 — Мустафа Кемаль Ататюрк, державний і політичний діяч Туреччини, турецький генерал; перший президент Туреччини.
- 1982 — Брежнєв Леонід Ілліч, радянський державний і партійний діяч, голова Президії Верховної Ради СРСР (1960—1964, 1977—1982)
- 2001 — Кен Кізі, американський письменник, один з родоначальників руху хіппі, автор роману «Політ над гніздом зозулі».
- 2006 
  - Джек Пеланс (Володимир Палагнюк), американський кіноактор українського походження, лавреат премії Оскар.
  - Джек Вільямсон, американський письменник-фантаст
- 2007 — Норман Мейлер, американський письменник, журналіст, драматург, сценарист та кінорежисер.
- 2008 — Кійосі Іто, видатний японський математик.
- 2009 — Роберт Енке, німецький футболіст, воротар.
- 2010 — Діно де Лаурентіс, американський продюсер італійського походження.
- 2015 
  - Гельмут Шмідт, канцлер ФРН (1974—1982).
  - Андре Глюксман, французький філософ, пісменник, публіцист.
  - Клаус Фрідріх Рот, англійський математик.